# Льняно (гміна)
Гміна Льняно (пол. Gmina Lniano) — сільська гміна у північній Польщі. Належить до Свецького повіту Куявсько-Поморського воєводства.
Станом на 31 грудня 2011 у гміні проживало 4226 осіб.

## Площа
Згідно з даними за 2007 рік площа гміни становила 88.34 км², у тому числі:
- орні землі: 62.00%
- ліси: 26.00%

Таким чином, площа гміни становить 6.00% площі повіту.

## Населення
Станом на 31 грудня 2011:
| Опис     | Загалом | Загалом | Чоловіки | Чоловіки | Жінки | Жінки |
| -------- | ------- | ------- | -------- | -------- | ----- | ----- |
| одиниця  | осіб    | %       | осіб     | %        | осіб  | %     |
| все      | 4226    | 100     | 2062     | 48.79    | 2164  | 51.21 |
| міське   | 0       | 100     | 0        |          | 0     |       |
| сільське | 4226    | 100     | 2062     | 48.79    | 2164  | 51.21 |

## Сусідні гміни
Гміна Льняно межує з такими гмінами: Буковець, Цекцин, Джицим, Осе, Швекатово.